# Claroteidae
Famille
Claroteidae est une famille de poissons de l'ordre des Siluriformes. Cette famille fut considérée longtemps comme synonyme de Bagridae.

## Liste des genres
Selon FishBase (29 octobre 2017) :
- sous-famille Auchenoglanidinae
  - genre Auchenoglanis
  - genre Notoglanidium
  - genre Parauchenoglanis
- sous-famille Claroteinae
  - genre Amarginops
  - genre Bathybagrus
  - genre Chrysichthys
  - genre Clarotes
  - genre Gephyroglanis
  - genre Lophiobagrus
  - genre Pardiglanis
  - genre Phyllonemus

D'autres y ajoutent Eaglesomia †